# 魏颉
魏颉（？—前570年），中国春秋时期政治人物，
魏氏、令狐氏。魏犨的孙子，魏颗之子。晋悼公为了褒扬魏颗的功劳，封魏颉为新军将。魏颉为令狐氏，令狐在今山西省临猗。前570年，魏颉去世，他的堂弟魏绛，作为晋国的卿。谥号令狐文子。